# Hypocalymma phillipsii
Hypocalymma phillipsii là một loài thực vật có hoa trong Họ Đào kim nương. Loài này được Harv. mô tả khoa học đầu tiên năm 1858.